# Tommy Burleson
Tommy Loren Burleson (ur. 24 lutego 1952 w Crossnore) – amerykański koszykarz, występujący na pozycji środkowego, wicemistrz olimpijski  z 1972 roku.

## Osiągnięcia
Na podstawie, o ile nie zaznaczono inaczej.
NCAA
- Mistrz:
  - NCAA (1974)[3]
  - turnieju konferencji Atlantic Coast (ACC – 1973, 1974)
  - sezonu regularnego ACC (1973, 1974)
- 2-krotny MOP (Most Outstanding Player) turnieju ACC (1973, 1974)[4]
- Zaliczony do:
  - I składu:
    - ACC (1972, 1973)
    - turnieju NCAA (1974)[5]

  - II składu:
    - All-American (1973)
    - All-ACC (1974)

  - III składu All-American (1974 – NABC, AP, UPI)
  - grona 50. najlepszych zawodników w historii konferencji ACC – ACC 50th Anniversary Men's Basketball Team (2002)
  - Galerii Sław Sportu Karoliny Północnej (1996)
- 2-krotny lider konferencji ACC w zbiórkach (1972, 1973)

NBA
- Uczestnik meczu gwiazd Legend NBA (1991)[6]
- Zaliczony do I składu debiutantów NBA (1975)[7]

Reprezentacja
- Wicemistrz olimpijski (1972)[8]
- Mistrz Uniwersjady (1973)[9]